# Pies Baskerville’ów

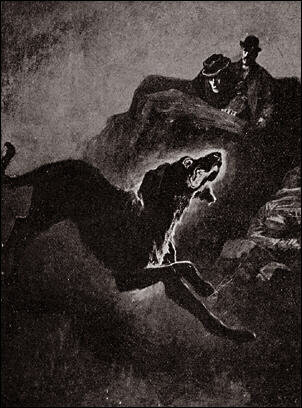
Ilustracja do Psa Baskerville’ów autorstwa Sidneya Pageta

Pies Baskerville’ów (inny tytuł polskiego przekładu: Tajemnica Baskerville’ów; ang. The Hound of the Baskervilles) – powieść detektywistyczna sir Arthura Conana Doyle’a, wydana w odcinkach od sierpnia 1901 w czasopiśmie The Strand Magazine, w postaci książkowej w marcu 1902 (wydanie polskie 1902). Jedna z najsłynniejszych pozycji z cyklu opowieści o detektywie Sherlocku Holmesie.
Pierwszy polski przekład autorstwa Eugenii Żmijewskiej pod tytułem Tajemnica Baskerville’ów ukazał się w formie książkowej w 1902 jako dodatek do dziennika Słowo. Następny polski przekład autorstwa Bronisławy Neufeldówny, pod tytułem Pies Baskerville’ów wydano w 1903.

## Fabuła
Doktor Jakub Mortimer z Grimpen w hrabstwie Devon przybywa na Baker Street przedstawiając Sherlockowi Holmesowi i Watsonowi wstrząsającą legendę o psie Baskerville’ów zanotowaną w manuskrypcie datowanym na rok 1742.
Legenda głosi, że sto lat wcześniej, czyli w roku 1642, Hugo Baskerville, znany z pijaństwa i rozpusty, porwał cnotliwą córkę swego sąsiada i na cześć jej nastawał. Panna zbiegła z zamkniętej komnaty przez okno, zaś nikczemnik, psy gończe spuściwszy ze smyczy, ścigał ją jak zwierzę na łowach. Towarzysze pijatyki jadący za nim twierdzili zgodnie, iż widzieli, jak po odnalezieniu dzieweczki, padłej z wycieńczenia, Hugona zagryzł pies straszliwy. I od tej pory klątwa na ród jego spadła.
Doskonała opowieść dla amatora bajek o żelaznym wilku, lecz gdzież tu zagadka do rozwiązania? – zapytuje detektyw wysłuchawszy opowieści. Mortimer odpowiada, że będący jego pacjentem właściciel majątku Baskerville’ów sir Karol przed kilku dniami zmarł wieczorną porą w alei cisów koło dworu. Zmarły miał słabe serce, stąd przyczyna zgonu jest zrozumiała, lecz około 20 jardów od zwłok widać było ślady łap olbrzymiego psa. Wiadomo, że sir Karol wierzył w ową legendę i obawiał się wychodzić, a popiół z cygara sugeruje, że na kogoś czekał. 
Bratanek sir Karola, Henryk, obecnie dziedzic majątku, mieszka w Kanadzie, gdzie wyemigrował jego ojciec. Powiadomiony o spadku przybywa do Anglii. W hotelu w Londynie ku jego zdziwieniu skradziono mu but, otrzymuje też anonimowy list z ostrzeżeniem: Jeżeli cenisz swoje życie, trzymaj się z dala od wrzosowiska. Wyrazy są wycięte z gazety, tylko ostatni napisano ręcznie, gdyż brakło go w gazecie. Na pytanie o intencje ostrzeżenia, Holmes uznaje, że są raczej przyjazne. Prosi Watsona, by wyruszył do Baskerville Hall z nowym dziedzicem, mając na niego baczenie i przysyłał raporty, sam zaś – jak twierdzi – musi się zająć inną sprawą.

## Pies
Fragment książki opisujący tytułowego psa Baskerville’ów: 

Był to pies – pies czarny jak węgiel, olbrzymi – taki, jakiego dotąd nie widziały oczy żadnego śmiertelnika. Z jego otwartej paszczy buchał ogień, ślepia żarzyły się jak węgle, a po całym jego ciele pełzały migotliwe płomyki. Nigdy nawet w majaczeniach chorego umysłu nie mogło powstać nic równie dzikiego, przerażającego, szatańskiego, jak ten czarny potwór, który padł na nas z tumanów mgły.

## Adaptacje filmowe
- Pies Baskerville’ów – film z 1929
- Pies Baskerville’ów – film z 1939 z Basilem Rathbonem[4]
- Pies Baskerville’ów – film z 1959 z Peterem Cushingiem[5]
- Pies Baskerville’ów – film z 1968 z Peterem Cushingiem[6]
- Pies Baskerville’ów – film TV z 1988 z Jeremym Brettem[7]
- Pies Baskerville’ów – film TV z 2000 z Mattem Frewerem[8]
- Demony Baskerville – drugi odcinek drugiego sezonu serialu BBC z 2012 pod tytułem Sherlock z Benedictem Cumberbatchem i Martinem Freemanem

Zobacz też: The Hound of the Baskervilles: Filmography